# Jabłońskie (województwo podlaskie)
Jabłońskie – wieś w Polsce położona w województwie podlaskim, w powiecie augustowskim, w gminie Augustów.
| SIMC    | Nazwa  | Rodzaj    |
| ------- | ------ | --------- |
| 1010650 | Podlas | część wsi |

W latach 1975–1998 miejscowość administracyjnie należała do województwa suwalskiego.